# Římskokatolická farnost Hovorany
Římskokatolická farnost Hovorany je územní společenství římských katolíků v obci Hovorany s farním kostelem sv. Jana Křtitele.

## Území farnosti
- Hovorany s farním kostelem sv. Jana Křtitele
- Čejč s filiálním kostelem sv. Vendelína
- Terezín (okres Hodonín) s filiálním kostelem Božského Srdce Páně

## Historie farnosti
Obec původně patřila do farnosti Šardice. Ve druhé polovině 17. století zde byla postavena kaple, která byla roku 1721 rozšířena na kostel. Při kostele byla roku 1732 zřízena expozitura a v roce 1845 farnost. 

## Bohoslužby
| Kostel              | Místo    | Bohoslužba (den)             | Hodina                       | Poznámka        |
| ------------------- | -------- | ---------------------------- | ---------------------------- | --------------- |
| sv. Jana Křtitele   | Hovorany | neděle pondělí čtvrtek pátek | 7:30,10:30 18:00 18:00 18:00 | Farní kostel    |
| sv. Vendelína       | Čejč     | neděle středa                | 9:00 18:00                   | Filiální kostel |
| Božského Srdce Páně | Terezín  | sobota                       | 17:00                        | Filiální kostel |

## Duchovní správci
Od září 2005 byl farářem R. D. Mgr. Milan Těžký. Toho od srpna 2017 jako farář vystřídal R.D. IClic. Mgr. Jiří Janoušek . V srpnu 2023 byla farnost předána Mgr. et Mgr. Milanu Werlovi, Ph.D., který se stal administrátorem farnosti.

## Aktivity ve farnosti
Dnem vzájemných modliteb farností za bohoslovce a bohoslovců za farnosti brněnské diecéze je 27. leden. Adorační den připadá na 14. srpna.
Ve farnosti se pravidelně pořádá tříkrálová sbírka. V roce 2016 se při ní vybralo v Hovoranech 64 112 korun, v Čejči 11 334 korun a v Terezíně 11 126 korun. 
Farnost se pravidelně zapojuje do projektu Noc kostelů. 